# 批評 (第二次)
『批評』 (第二次)(ひひょう)は同人文芸雑誌。批評発行所が発行した不定期発行誌。第二次世界大戦開戦直前から終戦後の時代に純文学、詩歌を対象とした批評、翻訳の文章を掲載した。同人は戦争への応召等を理由にいくたびか構成者を変化させ、そのことに伴い、編集責任者も変化した。
和漢洋の文芸に関する批評、英仏独文学の翻訳および小林秀雄、柳田國男、河上徹太郎、横光利一、佐藤信衛、中島健蔵、林房雄、岸田國士、久保田万太郎らを招いての創作者を囲む座談会に特徴がある。

## 歴史
1939年8月に発刊された。当初の同人は、伊藤信吉、西村孝次、吉田健一、中村光夫、山本健吉、權守操一、寺岡峰夫、靑木照夫、足立重、齋藤正直、平野仁啓の11名。この雑誌は吉田健一、中村光夫の両者を中心に集まった同人の創作および研究成果の発表の場であり、芸術至上主義を標榜しつつ、日本文化全体の質の向上を図ることを企画の前面に打ち出した。
雑誌統合による廃刊の命令を受け、活版印刷による出版は1944年5月の発行を以て休刊し、1944年11月、1945年2月の発行分は謄写版印刷で出版された。
戦後は1946年8月に復刊した。